# Rossana Podestà
Carla Dora "Rossana" Podestà, född 20 augusti 1934 i Tripoli, Libyen, död 10 december 2013 i Rom, var en italiensk skådespelerska.

## Roller i urval
- 1951 – Guardie e ladri
- 1954 – Eviga äventyr
- 1954 – Flickorna från San Frediano
- 1956 – Sköna Helena av Troja
- 1961 – Sodom och Gomorra
- 1973 – Paolo il caldo
- 1980 – Fyra fräcka älskare
- 1985 – Hemligt, hemligt!